# Automeris limpida
Automeris limpida är en fjärilsart som beskrevs av Lemaire 1966. Automeris limpida ingår i släktet Automeris och familjen påfågelsspinnare. Inga underarter finns listade i Catalogue of Life.